# Tandilia impuncta
Tandilia impuncta är en fjärilsart som beskrevs av Köhler 1945. Tandilia impuncta ingår i släktet Tandilia och familjen nattflyn. Inga underarter finns listade i Catalogue of Life.